# Vilayet d'Erzurum
1867–1923
Entités précédentes :
- Eyalet d'Erzurum

Entités suivantes :
- République de Turquie

Le vilayet d'Erzurum (en turc ottoman : ولايت ارضروم, Vilâyet-i Erzurum) est un vilayet de l'Empire ottoman. Créé en 1867, il disparaît en 1923. Sa capitale est Erzurum.

## Histoire

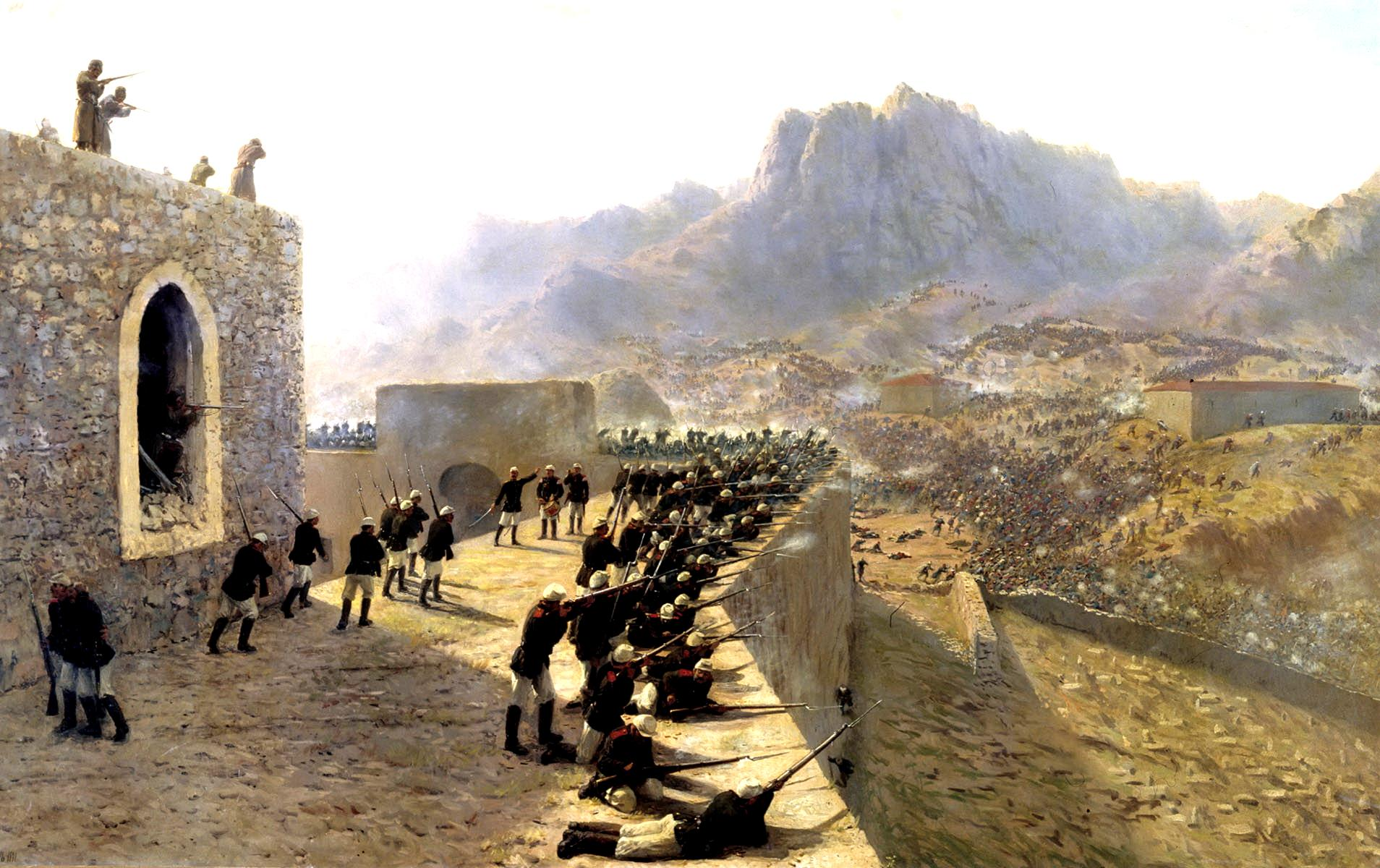
Les troupes russes défendant la forteresse de Beyazit contre les Ottomans en 1877, par Lev Lagorio, 1891

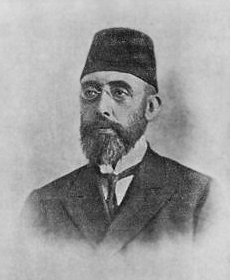
Mehmed Celal Bey

Le vilayet d'Erzurum remplace l'ancien eyalet ou pachalik d'Erzurum en 1867.
En 1875, il est partagé entre les vilayets d'Erzurum, de Bitlis, de Van, de Hakkari, de Dersim (Hozat) et de Kars-Çildir (Kars). À la suite de la guerre russo-turque de 1877-1878, la région de Kars est annexée à l'Empire russe et devient l'oblast de Kars.
En février-mars 1906, la ville d'Erzurum entre en insurrection pendant deux semaines. Les manifestants, membres de l'armée, de l'administration ou des classes moyennes, demandent l'abolition des nouveaux impôts, la dissolution de la cavalerie tribale kurde (Hamidiés) et le retour à la Constitution ottomane de 1876. le gouverneur est séquestré par les mécontents mais le chef de la 4e armée, Zeki Pacha (en), refuse d'intervenir contre les manifestants et obtient le renvoi du gouverneur. De nouvelles manifestations éclatent en octobre 1906, un des meneurs étant le mufti de la ville : des heurts entre manifestants et policiers entraînent un petit nombre de tués et blessés mais, de nouveau, Zeki Pacha refuse de réprimer les manifestants. À la différence des troubles des années précédentes, ceux de 1906 rassemblent musulmans et chrétiens et ne conduisent à aucune violence interethnique contre ces derniers,
Erzurum fait partie des six vilayets de l'est de l'Anatolie dont la population comprend une importante minorité arménienne. Mehmet Celal Bey, gouverneur d'Erzurum en 1910-1911, sera un des rares hommes d’État ottomans à s'opposer à la déportation des Arméniens en 1915.
En 1911, la 3e armée ottomane, chargée de la défense de la frontière du Caucase, établit son état-major à Erzincan.
Pendant la Première Guerre mondiale en Orient, la province est envahie par l'armée impériale russe qui remporte la bataille d'Erzurum en janvier 1916. La révolution d'Octobre 1917 amène la Russie à se retirer de la campagne du Caucase par l'armistice d'Erzincan, signé avec les Ottomans le 18 décembre 1917, et à leur laisser le pays par le traité de Batoum (juin 1918). La région est revendiquée par la république d'Arménie qui l'obtient par le traité de Sèvres en août 1920 mais ces dispositions n'entrent jamais en vigueur. Au congrès d'Erzurum (en) (juillet-août 1919), les nationalistes turcs, sous la présidence de Mustafa Kemal, proclament leur refus de tout partage de l'Anatolie : c'est le point de départ de la guerre d'indépendance turque. En 1923, le traité de Lausanne reconnaît l'autorité de la Turquie sur la région.

## Territoire

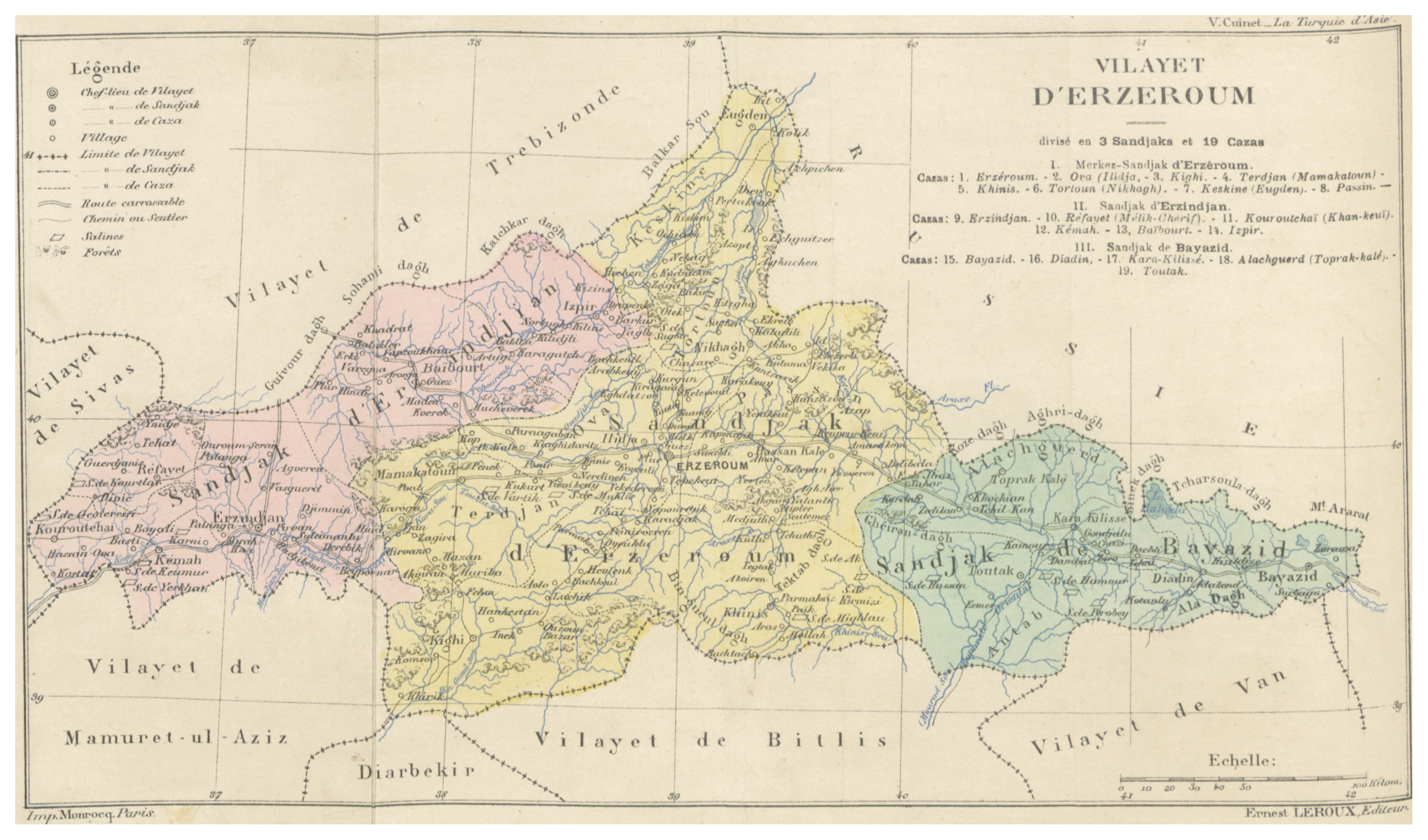
Carte du vilayet d'Erzurum en 1892

Le vilayet d'Erzurum est situé dans le nord-est de l'Anatolie, à la frontière avec la Perse et la Russie. Il est bordé au nord-ouest par le vilayet de Trébizonde, à l'ouest par le vilayet de Sivas, au sud-ouest par les vilayets de Mamouret-ul-Aziz et de Diyarbekir et au sud-est par les vilayets de Bitlis et de Van. Il contient les sources de l'Araxe et de l'Euphrate.

## Subdivisions
Le vilayet est divisé en trois sandjaks :
- le sandjak d'Erzurum ;
- le sandjak d'Erzincan
- le sandjak de Bayezid.